# Тригона и Паризи, Гаэтано Мария
Гаэтано Мария Джузеппе Бенедетто Плачидо Винченцо Тригона и Паризи (итал. Gaetano Maria Giuseppe Benedetto Placido Vincenzo Trigona e Parisi; 2 июня 1767, Пьяцца-Армерина, королевство Сицилия — 5 июля 1837, Палермо, королевство Обеих Сицилий) — итальянский кардинал. Епископ Кальтаджироне с 21 декабря 1818 по 15 апреля 1833. Архиепископ Палермо с 15 апреля 1833 по 5 июля 1837. Кардинал-священник с 23 июня 1834.